# Marcel Gelauff
Marcel Gelauff  (Den Haag, 30 november 1957) is een Nederlands journalist.  

## Loopbaan
Gelauff was sinds 1 juli 2011 hoofdredacteur van NOS Nieuws als opvolger van Hans Laroes. Gelauff was reeds enkele jaren plaatsvervangend hoofdredacteur onder Laroes.
Gelauff doorliep het atheneum en de sociale academie. In 1980 begon hij in de journalistiek als leerling-journalist bij de Leidse Courant en binnen vijf jaar was hij plaatsvervangend chef-redacteur.
In 1987 maakte Gelauff de overstap naar De Gooi- en Eemlander. Daar was hij chef nieuwsdienst tot 1992. Na zijn krantenperiode stapte hij over naar RTL Nieuws. Daar bekleedde hij diverse journalistieke functies, waaronder eindredacteur RTL Nieuws en chef parlementaire redactie. Gelauff werkt sinds 2003 bij de NOS.
Op 30 mei 2022 maakte Gelauff bekend per 1 september van dat jaar te stoppen als hoofdredacteur van NOS Nieuws. Per die datum ging Giselle van Cann hem opvolgen.